# 대한민국 민사소송법 제8조
대한민국 민사소송법 제8조는 거소지 또는 의무이행지의 특별재판적에 대한 민사소송법 조문이다.

## 조문
제8조 (거소지 또는 의무이행지의 특별재판적) 재산권에 관한 소를 제기하는 경우에는 거소지 또는 의무이행지의 법원에 제기할 수 있다.

## 참조조문
제31조(전속관할에 따른 제외) 전속관할(專屬管轄)이 정하여진 소에는 제2조, 제7조 내지 제25조, 제29조 및 제30조의 규정을 적용하지 아니한다.

## 비교 조문
일본 민사소송법 제5조(재산권상의 소송에 대한 관할) 다음 각호에 열거한 소송은, 각각 당해 각호에 정해진 지역을 관할하는 재판소에 제기할 수 있다.
一. 재산권에 관한 소 : 의무이행지

## 해설
채무자가 채권자의 주소지에 와서 돈을 갚아야 하는 대여금, 보증금, 전세금, 손해배상금 등 '지참채무'는 채권자의 주소지가 의무이행지이므로 이를 관할하는 법원에 소를 제기할 수 있다.

## 판례
- 금전반환을 구하는 소송에서는 특별한 사정의 주장 소명이 없는 한 채권자의 주소지가 채무이행지다[1].

- 채권자가 수익자로부터 책임재산의 회복을 구하는 사해행위취소의 소에서의 의무이행지는 취소의 대상인 법률행위의 의무이행지가 아니라 취소로 인하여 형성되는 법률관계에 있어서의 의무이행지이다[2]

## 같이 보기
- 특별재판적
- 보통재판적
- 재산권